# Бени Комуни (Венеција)
Бени Комуни (итал. Beni Comuni) је насеље у Италији у округу Венеција, региону Венето.
Према процени из 2011. у насељу је живело 153 становника. Насеље се налази на надморској висини од 0 м.